# Literaturjahr 1974
Liste der Literaturjahre

◄◄ | 1970 | 1971 | 1972 | 1973 | Literaturjahr 1974 | 1975 | 1976 | 1977 | 1978 | ► | ►►

Weitere Ereignisse

## Ereignisse

### Literaturpreise
- Nobelpreis für Literatur: Eyvind Johnson und Harry Martinson

- Nebula Award

- Ursula K. Le Guin, The Dispossessed, Planet der Habenichtse, auch: Die Enteigneten, Kategorie: Bester Roman
- Robert Silverberg, Born with the Dead, Mit den Toten geboren, Kategorie: Bester Kurzroman
- Gordon Eklund & Gregory Benford, If the Stars Are Gods, Wenn die Sterne Götter wären, Kategorie: Beste Erzählung
- Ursula K. Le Guin, The Day Before the Revolution, Der Tag vor der Revolution, Kategorie: Beste Kurzgeschichte

- Hugo Award

- Arthur C. Clarke, Rendezvous with Rama, Rendezvous mit 31/439, Kategorie: Bester Roman
- James Tiptree, Jr., The Girl Who Was Plugged In, Das ein- und ausgeschaltete Mädchen, Kategorie: Bester Kurzroman
- Harlan Ellison, The Deathbird, Der Todesvogel, Kategorie: Beste Erzählung
- Ursula K. Le Guin, The Ones Who Walk Away From Omelas, Die Omelas den Rücken kehren, Kategorie: Beste Kurzgeschichte

- Locus Award

- Arthur C. Clarke, Rendezvous with Rama, Rendezvous mit 31/439, Kategorie: Bester Roman
- Gene Wolfe, The Death of Doctor Island, Der Tod des Dr. Island, Kategorie: Bester Kurzroman
- Harlan Ellison, The Deathbird, Der Todesvogel, Kategorie: Beste Kurzgeschichte

Deutsche Literaturpreise
- Hans-Böttcher-Preis: Wolfgang Sieg

## Neuerscheinungen
Belletristik
- Das Buch Daniel – E. L. Doctorow
- Caro Michele – Natalia Ginzburg
- Carrie – Stephen King
- Eine Frau – Peter Härtling
- Der fünfte Kopf des Zerberus – Gene Wolfe
- Gleiche und Gleichere – Sami Michael
- Das Königsprojekt – Carl Amery
- Das Leben ist anderswo – Milan Kundera
- Leben und Abenteuer der Trobadora Beatriz – Irmtraud Morgner
- Memoiren, gefunden in der Badewanne – Stanisław Lem
- Oreo (OA) – Fran Ross
- A Strange God – Thomas Savage
- Die Verdammten der Taiga – Heinz G. Konsalik
- Vom Himmel hoch – Gerhard Branstner
- Wein und Brot – Ignazio Silone
- Der weiße Hai – Peter Benchley
- Der weite Himmel. The Big Sky – A. B. Guthrie Junior
- Wolfsrudel – Wassil Bykau
- Wollsachen – Lars Gustafsson

Drama
- Clarence Darrow – David W. Rintels
- Die Jagdgesellschaft – Thomas Bernhard
- Die Macht der Gewohnheit – Thomas Bernhard
- Sexual Perversity in Chicago – David Mamet

Kinder- und Jugendliteratur
- Ilse Janda, 14 oder Die Ilse ist weg – Christine Nöstlinger
- Die Kirchenmaus – Graham Oakley
- The Upsidedown Mice – Roald Dahl

Weiteres
- Immer so durchgemogelt – „Befragungsbuch“ von Walter Kempowski
- Pro & Contra. Argumente zur Zeit aus Die Zeit – Rudolf Walter Leonhardt
- Salem Possessed: The Social Origins of Witchcraft – Paul Samuel Boyer und Stephen Nissenbaum

## Geboren
- 12. Januar: Gunther Geltinger, deutscher Schriftsteller
- 24. Januar: Enne Koens, niederländische Schriftstellerin
- 09. Februar: Kaspar Colling Nielsen, dänischer Schriftsteller
- 15. Februar: Miranda July, US-amerikanische Schriftstellerin
- 16. März: Zoë Jenny, Schweizer Schriftstellerin
- 27. März: Felicitas von Lovenberg, deutsche Literaturkritikerin, Buchautorin und designierte Verlegerin
- 02. April: Davide Enia, italienischer Schriftsteller und Dramatiker
- 04. April: Gion Mathias Cavelty, Schweizer Schriftsteller und Dramatiker
- 12. April: Antje Rávik Strubel, deutsche Schriftstellerin
- 16. April: Steffen Schroeder, deutscher Schauspieler und Schriftsteller
- 22. April: Chetan Bhagat, indischer Schriftsteller
- 18. Mai: Marianne Kaurin, norwegische Schriftstellerin
- 12. Juni: Chika Unigwe, nigerianisch-belgisch-amerikanische Schriftstellerin und Literaturwissenschaftlerin, insbes. englisch schreibend
- 30. Juni: Juli Zeh, deutsche Schriftstellerin und Juristin
- 01. Juli: Raoul Biltgen, Luxemburger Schauspieler und Schriftsteller
- 02. Juli: Matthew Reilly, australischer Schriftsteller
- 12. Juli: Olivier Adam, französischer Schriftsteller und Drehbuchautor
- 22. Juli: Manu Joseph, indischer Schriftsteller
- 30. Juli: Jacek Dukaj, polnischer Science-Fiction- und Fantasy-Schriftsteller
- 06. August: Sandra Hubinger, österreichische Lyrikerin und Prosaautorin
- 08. August: Mikael Torfason, isländischer Schriftsteller, Journalist und Filmregisseur
- 18. August: Nicole Krauss, US-amerikanische Schriftstellerin
- 04. September: José Luís Peixoto, portugiesischer Dichter, Schriftsteller und Dramatiker
- 19. September: Sabrina Calvo, französische Schriftstellerin, Comic- und Spieleautorin
- 15. Oktober: Barry McCrea, irischer Literaturwissenschaftler und Schriftsteller
- 23. Oktober: Aravind Adiga, indischer Journalist und Schriftsteller
- 23. Oktober: Naomi Alderman, britische Schriftstellerin
- 23. Oktober: Derek Landy, irischer Schriftsteller und Drehbuchautor
- 28. Oktober: David Foenkinos, französischer Schriftsteller
- 31. Oktober: Akiko Akazome, japanische Schriftstellerin
- 08. November: Herbert Hindringer, deutscher Schriftsteller
- 08. November: Brandon Mull, US-amerikanischer Autor
- 18. November: Adolf Fux, Schweizer Politiker und Schriftsteller
- 01. Dezember: Rosa Yassin Hassan, syrische Schriftstellerin und Menschenrechtsaktivistin
- 07. Dezember: Jurczok 1001, schweizerisch-deutscher Lyriker und Musiker
- 21. Dezember: Manja Präkels, deutsche Schriftstellerin und Musikerin

### Genaues Datum unbekannt
- Omair Ahmad, indischer Politikberater, Journalist und Schriftsteller

- Pegah Ahmadi, iranische Dichterin, Literaturkritikerin und Übersetzerin
- Kristine Bilkau, deutsche Journalistin und Schriftstellerin
- Dennis Ehrhardt, deutscher Schriftsteller, Hörspielregisseur und -produzent
- Sarah Hall, britische Schriftstellerin
- Lee Henderson, kanadischer Schriftsteller und Journalist
- Karen Köhler, deutsche Schriftstellerin, Dramatikerin, Kinderbuch-, Hörspiel- und Drehbuchautorin, Übersetzerin, Herausgeberin, Kolumnistin, …
- Brian McGilloway, nordirischer Schriftsteller
- Thomas Mullen, US-amerikanischer Schriftsteller und Journalist
- Thomas Reverdy, französischer Schriftsteller
- Isaac Rosa, spanischer Schriftsteller
- Eva Roth, Schweizer Schriftstellerin
- Minna Rytisalo, finnische Schriftstellerin
- Olja Savičević, kroatische Lyrikerin und Schriftstellerin
- Adania Shibli, palästinensische Schriftstellerin
- Tanya Stewner, deutsche Kinderbuch- und Romanautorin
- David Szalay, britischer Schriftsteller
- Stefanie vor Schulte, deutsche Schriftstellerin

## Gestorben
- 11. Januar: Yamamoto Yūzō, japanischer Schriftsteller (* 1887)
- 19. Januar: Franz Nabl, österreichischer Schriftsteller (* 1883)
- 26. Januar: Siegfried von Vegesack, deutscher Schriftsteller (* 1888)
- 2. Februar: Marieluise Fleißer, deutsche Schriftstellerin (* 1901)
- 3. Februar: Erhart Kästner, deutscher Schriftsteller und Bibliothekar (* 1904)
- 4. Februar: Ozaki Kihachi, japanischer Schriftsteller (* 1892)
- 24. Februar: Martin Donisthorpe Armstrong, britischer Schriftsteller, Dichter, Herausgeber und Journalist (* 1882)
- 3. März: Carl Jacob Burckhardt, Schweizer Essayist und Historiker (* 1891)
- 18. April: Marcel Pagnol, französischer Schriftsteller, Dramaturg und Regisseur(* 1895)
- 20. April: Richard Huelsenbeck, deutscher Schriftsteller, Lyriker, Dramatiker, Arzt und Psychoanalytiker (* 1892)
- 24. April: Wilhelm Goldmann, deutscher Verleger (* 1897)
- 10. Mai: Ruth Hoffmann, deutsche Schriftstellerin und Malerin (* 1893)
- 27. Mai: Kurt Wiese, (deutsch-)amerikanischer Kinderbuchillustrator (* 1887)
- 2. Juni: Arnold Lunn, britischer Skipionier, Bergsteiger und Schriftsteller (* 1888)
- 4. Juni: Ernst Nebhut, deutscher Schriftsteller, Librettist und Drehbuchautor (* 1898)
- 5. Juni: Bruno Brehm, österreichischer Schriftsteller sudetendeutscher Herkunft (* 1892)
- 17. Juni: Rabbe Arnfinn Enckell, finnlandschwedischer Schriftsteller, Dichter und Maler (* 1903)
- 4. Juli: Georgette Heyer, britische Schriftstellerin (* 1902)
- 11. Juli: Pär Lagerkvist, schwedischer Schriftsteller und Dichter (* 1891)
- 29. Juli: Erich Kästner, deutscher Schriftsteller (* 1899)
- 7. August: Rosario Castellanos, mexikanische Dichterin und Schriftstellerin (* 1925)
- 13. August: Kate O’Brien, irische Schriftstellerin (* 1897)
- 15. August: Otto Braun, deutscher Schriftsteller, KPD-Funktionär und 1. Sekretär des Schriftstellerverbandes der DDR (* 1900)
- 17. August: Aldo Palazzeschi, italienischer Schriftsteller und Lyriker (* 1885)
- 15. September: Arishima Ikuma, japanischer Schriftsteller und Maler (* 1882)
- 16. September: Enrique Beck, deutsch-schweizerischer Dichter und Übersetzer (* 1904)
- 2. Oktober: Ina Seidel, deutsche Schriftstellerin und Dichterin (* 1885)
- 4. Oktober: Anne Sexton, US-amerikanische Dichterin (* 1928)
- 10. Oktober: Marie Luise Kaschnitz, deutsche Dichterin und Schriftstellerin (* 1901)
- 14. Dezember: Walter Lippmann, US-amerikanischer Journalist und Schriftsteller (* 1889)
- 21. Oktober: Maruyama Kaoru, japanischer Schriftsteller (* 1899)
- 30. Oktober: Hanns Otto Münsterer, deutscher Mediziner, Schriftsteller und Volkskundler (* 1900)
- 7. November: Eric Linklater, schottischer Schriftsteller (* 1899)
- 24. November: Aurelio Arturo Martínez, kolumbianischer Schriftsteller und Lyriker (* 1906)
- 5. Dezember: Zaharia Stancu, rumänischer Schriftsteller (* 1902)
- 14. Dezember: Walter Lippmann, US-amerikanischer Schriftsteller (* 1889)
- 19. Dezember: Anton Aulke, deutscher Schriftsteller (* 1887)
- 22. Dezember: Sterling North, US-amerikanischer Schriftsteller (* 1906)

### Genaues Datum unbekannt
- Oscar Zeta Acosta, US-amerikanischer Rechtsanwalt, Schriftsteller, Politiker und Aktivist (* 1935)